# Potton United F.C.
Potton United F.C. là một câu lạc bộ bóng đá Anh tọa lạc ở Potton, Bedfordshire. Hiện tại CLB là thành viên của Division One thuộc United Counties League và thi đấu ở sân The Hollow.

## Lịch sử
CLB được thành lập năm 1943 và vô địch Bedfordshire Intermediate Cup năm 1944. Sau Thế chiến thứ II, họ gia nhập South Midlands League, và thi đấu đến năm 1955. Sau đó đội bóng rời liên đoàn và gia nhập Parthenon League, nhưng bị từ chối. Sau một mùa giải không thi đấu, họ gia nhập Division One South của Central Alliance. Năm 1961 CLB gia nhập United Counties League.
Đội bóng vô địch Premier Division của UCL mùa 1986–87 và thêm một lần nữa ở mùa 1988–89. Họ bị xuống hạng Division One cuối mùa giải 2000–01, nhưng lại thăng hạng trở lại Premier Division sau khi vô địch Division One mùa giải 2003–04. CLB cán đích ở vị trí thứ 2 trong cả hai mùa đầu tiên khi trở lại với Premier Division. Tuy nhiên, họ phải trở lại với Division One cuối mùa giải 2008–09.

## Các danh hiệu
- United Counties League[2]
  - Vô địch Premier Division: 1986–87, 1988–89
  - Vô địch Division One: 2003–04
  - Vô địch Knockout Cup: 1972–73, 2004–05
- Bedfordshire Intermediate Cup
  - Vô địch: 1944

## Các kỉ lục
- FA Cup[2]
  - Vòng sơ loại thứ 3: 1974–75
- FA Trophy
  - Vòng sơ loại thứ 3: 1971–72, 1972–73
- FA Vase
  - Vòng 5: 1989–90